# Orosz Haditengerészet
Az Orosz Haditengerészet, teljes nevén az Orosz Föderáció Haditengerészete (oroszul:Военно-морской флот Российской Федерации) az Oroszországi Föderáció Fegyveres Erőinek egyik haderőneme, melynek feladata többek közt az Oroszországi Föderáció szuverenitásának védelme.

## Története
A jelenlegi Orosz Haditengerészet 1992 januárjában jött létre a Szovjet Haditengerészet utódaként, a Szovjetunió felbomlása után.

## Szervezete
Az Orosz haditengerészet négy flottából és egy flottillából áll:
- Északi Flotta (parancsnoksága Szeveromorszkban található) az Egyesített nyugati hadászati parancsnokság része.
- Balti Flotta (parancsnoksága Kalinyingrádban található a Kalinyingrádi területen) az Egyesített nyugati hadászati parancsnokság része.
- Fekete-tengeri Flotta (parancsnoksága Szevasztopolban található, Ukrajnában) az Egyesített déli hadászati parancsnokság része, ugyanis 1997-ben az ukrán kormányzat elfogadta, hogy Oroszország bérbe vehessen több bázist Szevasztopolban 2017-ig. Ez a szerződés ki lett bővítve 25 évvel 2042-ig, amit 5 éves opcióval 2047-ig módosíthatnak.
- Kaszpi Flottilla (parancsnoksága Asztrahánban található) az Egyesített déli hadászati parancsnokság része.
- Csendes-óceáni Flotta (parancsnoksága Vlagyivosztokban található) az Egyesített keleti hadászati parancsnokság része.

A Kalinyingrádi Különleges Régió a Balti flotta parancsnoksága alatt áll, amely a szárazföldi és partvédelmi erőket is magába foglalja. Korábban a 11. gárda hadsereg alárendeltségébe tartozott, melybe egy motorizált lövészhadosztály és egy motorizált lövészdandár és többek között egy Szu–27-esekkel felszerelt vadászrepülő-ezredből állt.

### Haditengerészeti csapásmérő erők
Létszám: 45 000 fő.
A Haditengerészeti csapásmérő erőknél 12 db nukleáris hajtóműves rakétahordozó tengeralattjáró tartozik 196 db rakétaindítóval.
Részleteiben:
- 7 db Delta-IV osztályú tengeralattjáró, egyenként 16 db SS-N-23 típusú rakétával (112 db rakéta).
- 1 db 941 típusú (Tájfun osztály) tengeralattjáró, egyenként 20 db R–39 ballisztikus rakétával.
- 4 db Delta-III osztályú tengeralattjáró, egyenként 16 db SS-N-18 típusú rakétával (64 db rakéta).

### Haditengerészeti erők
Létszám: 600 000 fő
Hadihajók

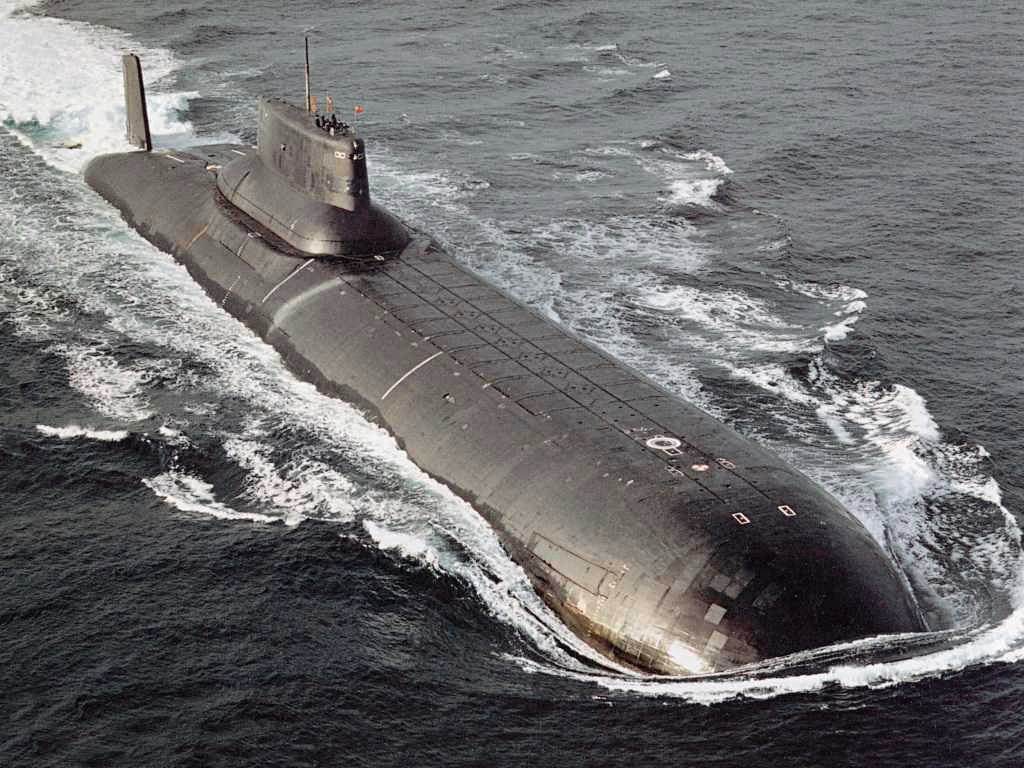
Tájfun osztályú atomtengeralattjáró

- 12 db atommeghajtású, rakétahordozó tengeralattjáró (Delta III-IV., Tájfun)
- 40 db tengeralattjáró (vadász-tengeralattjárók)
- 1 db repülőgép-hordozó (Kuznyecov)
- 7 db cirkáló
- 14 db romboló
- 10 db fregatt
- 88 db járőrhajó
- 60 db aknakereső/rakó hajó
- 22 db deszanthajó
- 436 db vegyes feladatú hajó

### Haditengerészeti légierő

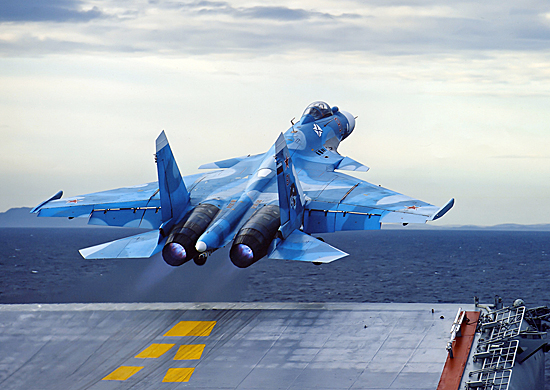
A Haditengerészeti légierő Szu–27-es vadászgépe

Létszám: 35 000 fő.
Felszerelés
- 217 db harci repülőgép
- 102 db harci helikopter

### Tengerészgyalogság

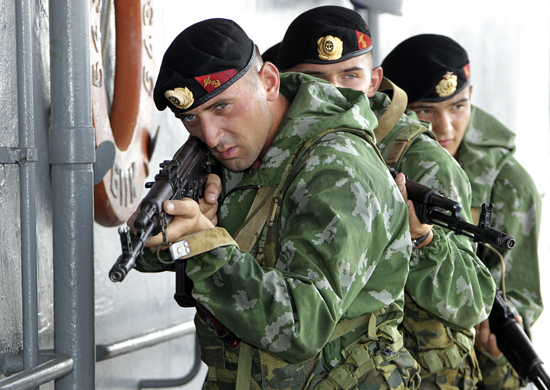
Orosz tengerészgyalogosok

Állomány
- 1 tengerészgyalogos-hadosztály
- 3 önálló dandár
- 3 különleges dandár

Felszerelés
- 160 db harckocsi
- 321 db tüzérségi löveg